# Square Jean-Moulin
Pour les articles homonymes, voir Moulin (homonymie) et Jean Moulin (homonymie).
Le square Jean-Moulin est un square du 14e arrondissement de Paris.

## Situation et accès
Il est accessible par le 1, avenue Ernest-Reyer.
Il est desservi par la ligne 4 à la station Porte d'Orléans.

## Origine du nom
Le square rend hommage à Jean Moulin (1899-1943), un haut fonctionnaire et résistant français.